# Servigny-lès-Sainte-Barbe
Servigny-lès-Sainte-Barbe település Franciaországban, Moselle megyében. Lakosainak száma 467 fő (2022. január 1.). Servigny-lès-Sainte-Barbe Failly, Noisseville, Nouilly, Retonfey és Sainte-Barbe községekkel határos.

## Népesség
A település népessége az elmúlt években az alábbi módon változott:
| Lakosok száma | 442  | 453  | 463  | 466  | 464  | 475  | 478  | 472  | 467  |
|               | 2013 | 2015 | 2016 | 2017 | 2018 | 2019 | 2020 | 2021 | 2022 |